# Парламентские выборы в Гватемале (1953)
Парламентские выборы в Гватемале проходили с 16 по 18 января 1953 года. На них переизбиралась половина Конгресса. Победу вновь одержала Партии революционного действия, получившая наибольшее число мест.

## Результаты
| Партия                             | Голоса  | %   | Места |
| ---------------------------------- | ------- | --- | ----- |
| Партия революционного действия     |         |     | 22    |
| Партия гватемальской революции     |         |     | 16    |
| Партия национального обновления    |         |     | 7     |
| Гватемальская партия труда         |         |     | 4     |
| Прочие партии¹                     |         |     | 5     |
| Независимые¹                       |         |     | 4     |
| Недействительных/пустых бюллетеней |         | -   | -     |
| Всего                              | 241 318 | 100 | 56    |

¹ 4 прочие партии относились к оппозиции, в то время как независимые кандидаты были проправительственные.